# Čenkovce
Čenkovce es un municipio del distrito de Dunajská Streda en la región de Trnava, Eslovaquia, con una población estimada a final del año 2024 de 1095 habitantes.
Se encuentra ubicado al sur de la región, cerca de los ríos Danubio y Váh, y de la frontera con Hungría y la región de Bratislava.

## Demografía
| Año        | 1994 | 2004    | 2014     | 2024    |
| ---------- | ---- | ------- | -------- | ------- |
| Población  | 855  | 821     | 1066     | 1095    |
| Diferencia |      | −3,97 % | +29,84 % | +2,72 % |

| Año        | 2023 | 2024    |
| ---------- | ---- | ------- |
| Población  | 1097 | 1095    |
| Diferencia |      | −0,18 % |